# تخطيط النص المعقد

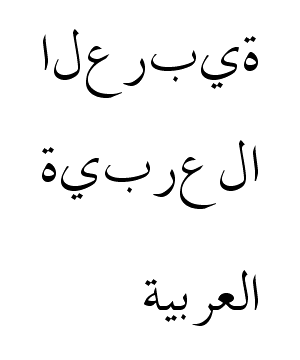
كلمة "العربية"، في مراحل متتالية من التسوية. يعرض السطر الأول الأحرف بترتيب من اليسار إلى اليمين منفصلة، ثم في السطر الثاني عُرضت بدعم ثنائي الاتجاه، وفي السطر الثالث، سوّت آلية تشكيل الحزوز الحروف وفقًا لطريقة دمجها معاً.

تخطيط النص المعقد (بالإنجليزية: Complex text layout)‏ وتُعرف اختصاراً بـCTL، هي تنضيد أنظمة الكتابة التي يعتمد فيها شكل أو موضع الحرف على علاقته بالحروف الأخرى. يستخدم المصطلح في مجال تدويل البرامج.
السكريبتات التي تتطلب CTL للعرض الصحيح تُسمّى بسكريبتات معقدة. وتشمل الأمثلة الأبجدية العربية ونصوص عائلة براهميك، مثل الديفاناغاري أو الأبجدية الخميرية أو الأبجدية التايلاندية. العديد من السكريبتات لا تتطلب CTL. مثلاً، الأبجدية اللاتينية والأحرف الصينية تُعرف ببساطة عن طريق عرض كل حرف واحدًا تلو الآخر في صفوف أو أعمدة مستقيمة. ومع ذل ، حتى هذه البرامج النصية لها نماذج بديلة أو ميزات اختيارية (مثل الكتابة المتصلة) والتي تتطلب CTL لإنتاجها على أجهزة الكمبيوتر.

## الخصائص التي تتطلب CTL
الخصائص الرئيسية إلى CTL هي:
- نص ثنائي الاتجاه، حيث تُكتب الأحرف من اليمين إلى اليسار أو من اليسار إلى اليمين.
- تشكيل وحروف مركبة حساسة للسياق، حيث يمكن للحرف أن يتغير شكله اعتمادًا على موقعه أو الأحرف المحيطة به. على سبيل المثال، يمكن أن يكون للحرف في النص العربي ما يصل إلى أربعة أشكال مختلفة، حسب السياق.
- الترتيب، حيث يختلف الترتيب المعروض للأحرف عن الترتيب المنطقي.

## تطبيقات
معظم برامج عرض النص التي تدعم CTL تتضمن معلومات حول سكريبتات محددة، فتعرضها صحيحاً دون الحاجة إلى ملفات الخطوط لتوفير إرشادات حول كيفية تخطيط الأحرف. عادة ما يتم توفير مثل هذه البرامج في مكتبة برمجية. مثلاً:
- Core Text لنظام macOS
- Uniscribe (مع محرك التشكيل العالمي) و DirectWrite لنظام التشغيل Microsoft Windows
- HarfBuzz، مكتبة متعددة المنصات
- Pango، مكتبة متعددة المنصات تضم في الوقت الحاضر HarfBuzz